# Клоси Україньські
Клоси Українські (пол. Kłosy Ukraińskie, укр. Українські вуха) — польський політико-літературний журнал під керівництвом Ю. Урсина, який видавався у Києві з 1913 до 1917 року. Виходив двічі на тиждень.